# Trifluoracetylgruppe

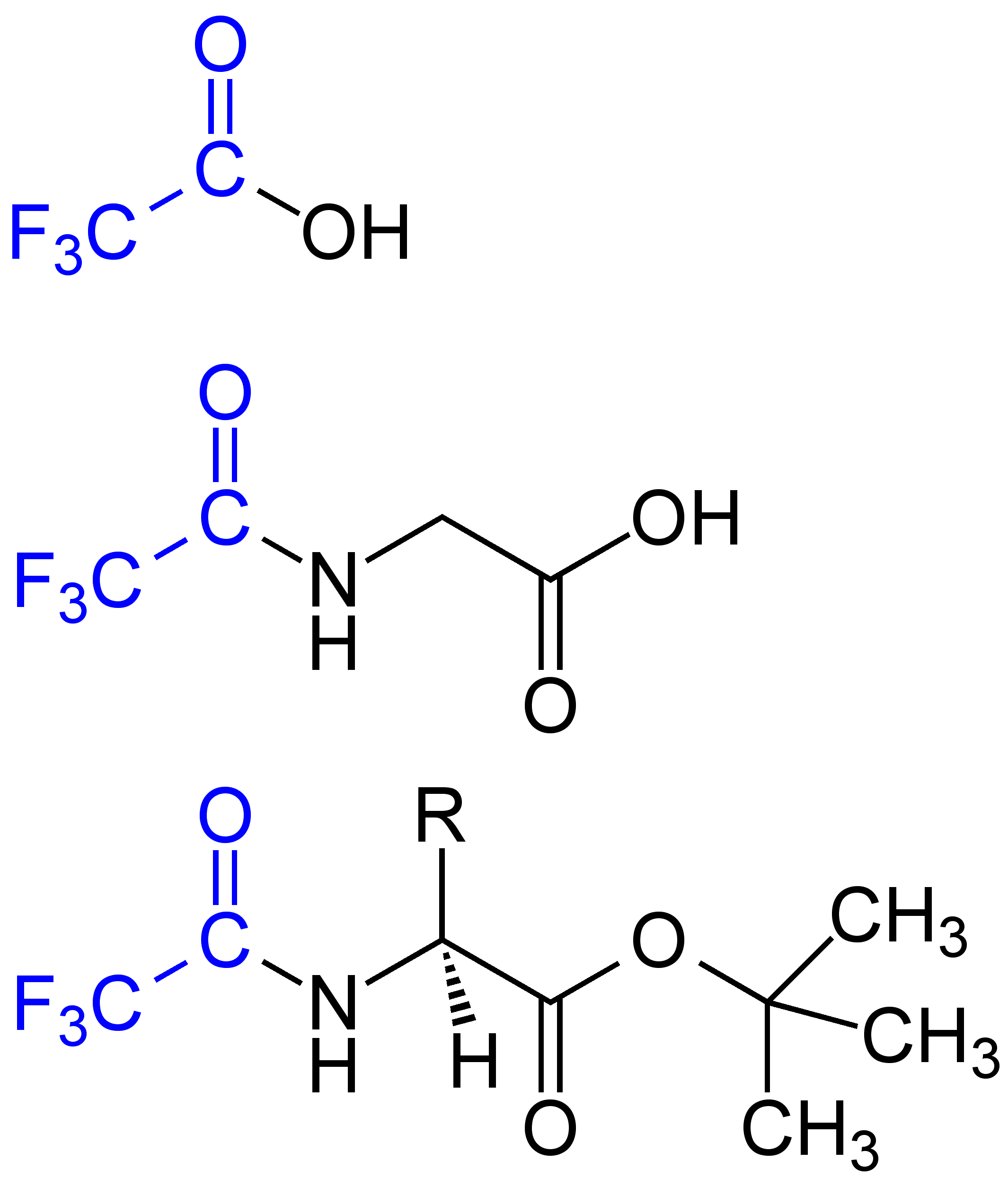
Blau markierte Trifluoracetylgruppe in (von oben nach unten) Trifluoressigsäure, N-Trifluoracetyl-geschütztem Glycin und N-Trifluoracetyl-geschützten Aminosäure-tert-butylestern.

Die Trifluoracetylgruppe wird in der organischen Chemie kurz als TFA-Rest bezeichnet. Er findet häufige Verwendung als Schutzgruppe innerhalb organischer Synthesestrategien, um unerwünschte Umsetzungen von freien Aminen zu verhindern. Haupteinsatzgebiet ist dabei der Aufbau von Peptiden aus geschützten Aminosäuren.

## Verwendung
Die Triflouracetylgruppe lässt sich zum Schützen eines Amins einfach in ein Molekül einführen, indem das Amin in wasserfreier Trifluoressigsäure mit Trifluoressigsäureanhydrid umgesetzt wird. Die Schutzgruppe ist unter vielen chemischen Reaktionsbedingungen stabil, wird aber leicht durch Basen angegriffen. So wird verdünnte Natronlauge, Bariumhydroxid-Lösung oder Ammoniaklösung zum Entschützen verwendet.
Aufgrund ihrer hohen Flüchtigkeit besitzen  N-Trifluoracetyl-geschützte Aminosäure- bzw. Peptidester für gaschromatographische Trennungen Bedeutung.